# 江苏省人民政府国有资产监督管理委员会
江苏省人民政府国有资产监督管理委员会，简称江苏省国资委，是中华人民共和国江苏省人民政府直属正厅级特设机构。根据江苏省政府授权，代表江苏省政府履行出资人职责，监管江苏省属企业的国有资产。

## 监管企业
截至2020年9月，江苏省国资委共有监管企业25家：
- 江苏省国信资产管理集团有限公司
- 江苏交通控股有限公司
- 东部机场集团有限公司
- 江苏省农村信用社联合社
- 江苏省苏豪控股集团有限公司
- 中国江苏国际经济技术合作集团有限公司
- 江苏省海外企业集团有限公司
- 江苏省农垦集团有限公司
- 徐州矿务集团有限公司
- 江苏省沿海开发集团有限公司
- 华泰证券股份有限公司
- 江苏汇鸿国际集团股份有限公司
- 江苏省港口集团有限公司
- 江苏省铁路集团有限公司
- 江苏省环保集团有限公司
- 江苏省盐业集团有限责任公司
- 江苏省粮食集团有限责任公司
- 江苏高科技投资集团有限公司
- 南京金陵饭店集团有限公司
- 江苏钟山宾馆集团有限公司
- 江苏省惠隆资产管理有限公司
- 南水北调东线江苏水源有限责任公司
- 江苏省体育产业集团有限公司
- 江苏省国金资本运营集团有限公司
- 江苏省规划设计集团有限公司
- 江苏省联合征信有限公司
- 江苏苏汇资产管理有限公司